# Mark Foster (chef d'orchestre)
Pour les articles homonymes, voir Mark Foster.
Mark Foster est un chef d'orchestre australien né le 2 août 1957 à Melbourne et mort le 21 août 2023 à Nice.

## Biographie
Mark Foster, d'ascendance chinoise et lituanienne, naît le 2 août 1957 à Melbourne.
Il commence sa formation musicale dans sa ville natale, travaillant le piano et la composition musicale, puis étudie à Munich entre 1978 et 1980, grâce à une bourse du Deutscher Akademischer Austauschdienst.
En 1980, Mark Foster est nommé chef de chant et chef assistant à l'Opéra de Zurich, avant d'occuper les mêmes fonctions au Deutsche Oper de Berlin. Il est ensuite directeur des études musicales à l'Opéra de Lyon, ville où il fonde et dirige l'Ensemble Forum. Il fait également carrière comme chef invité, en Allemagne, aux Pays-Bas et en Italie, dirigeant principalement de la musique symphonique et de la musique contemporaine, dont il est un grand défenseur. Dans ce domaine, il dirige régulièrement l'Ensemble intercontemporain et l'Orchestre de chambre de la radio néerlandaise, et fonde à Nice l'Ensemble Apostrophe,.
Entre 1992 et 2004, Mark Foster est directeur musical de l'Orchestre des Pays de Savoie. Établi en France, il se produit comme chef invité à la tête des orchestres nationaux de Lille, Bordeaux et Lyon, et des orchestres philharmoniques de Nice et Monte-Carlo. Il est aussi chef principal de l'Orchestre de Caen entre 2000 et 2009,,.
Au disque, il a notamment enregistré pour Naxos Le Miroir de Jésus d'André Caplet,.
Comme chef d'orchestre, Mark Foster est le créateur de plusieurs œuvres, de Marc-André Dalbavie (Instances, 1992), Frédéric Durieux (Viridaria, 1995), Allain Gaussin (Mosaïque céleste, 1997), Jonathan Harvey (Jubilus, 2003) et Gérard Zinsstag (Quatre mouvements, 2005).
Il meurt le 21 août 2023 à Nice,,. Il était chevalier des Arts et des Lettres.